# Cessières-Suzy
Cessières-Suzy è un comune francese di nuova costituzione nell'Alta Francia, dipartimento del Aisne, arrondissement di Laon, costituito il 1º gennaio 2019 con la fusione dei comuni di Cessières e Suzy.